# The Forty-Five
The Forty-Five – brytyjska strona internetowa z siedzibą w Londynie, założona w 2020 roku przez Charlotte Gunn, poświęcona muzyce tworzonej i wykonywanej przez kobiety. Zespół redakcyjny składa się wyłącznie z kobiet. 

## Historia i profil
Brytyjski magazyn internetowy The Forty-Five założyła w czerwcu 2020 roku była redaktorka NME, Charlotte Gunn. Jej celem była chęć zmiany krajobrazu dziennikarstwa muzycznego, ponieważ uważała, że odsetek kobiet pracujących w dziennikarstwie muzycznym jest wciąż (2020) bardzo niski. Postanowiła więc, że zespół redakcyjny The Forty-Five będzie się składał wyłącznie z kobiet – dziennikarek i fotografek. Jak stwierdziła w wywiadzie dla magazynu Music Week: „Misją The Forty-Five jest zapewnienie kobietom-twórczyniom platformy, opowiadanie nieopowiedzianych historii muzycznych i pomoc fanom w nawiązaniu kontaktu z ich nowymi ulubionymi artystami”. Kolejnym jej zamiarem była chęć stworzenia „wspierającego środowiska dla kobiet-twórczyń, aby mogły się od siebie uczyć”. Wyraziła przy tym nadzieję, że wykorzysta swoje doświadczenie z poprzedniej pracy w NME, które nazwała „świetnym miejscem do nauki o branży jako całości”.
Stronę internetową The Forty-Five opracowała jej była koleżanka z NME, Jo Weakley. Profil strony stanowią wywiady, recenzje, opinie i listy odtwarzania. 
Siedziba The Forty-Five znajduje się w Londynie.
Od chwili swego powstania The Forty-Five publikuje listę najlepszych albumów danego roku. 
Recenzje albumów muzycznych The Forty-Five są cytowane w agregatorze opinii muzycznych Album of the Year.